# 星際大爭霸 (1978年電視劇)
是美國科幻電影以及電視劇，最初是在1978年製播，製作人格林·拉森（Glen A. Larson），由隆·古林（Lorne Greene）、理查·哈契（Richard Hatch）、以及德克·班奈迪特（Dirk Benedict）主演。在2003年，科幻頻道（Sci-Fi Channel）重拍，由爱德华·詹姆斯·奥莫斯（Edward James Olmos）取代隆·古林演出艾達瑪指揮官的角色，之後在2005年1月起在科幻頻道開始每週播映。

## 1978年原始試播影片劇情概要
《星際大爭霸》的故事背景是設定在一個遙遠的星系，他們正處於一個稱為「第七個千年」的時期。十二個殖民地（行星）上的人類已經跟一種稱為賽隆人（Cylons）（香港譯為“西朗星人”）的機器人進行了長達千年之久的戰爭，賽隆人的目的是要滅絕所有人類。
賽隆人突然透過人類議員巴爾它伯爵（Count Baltar）的外交頻道要求和平協議。人類領導者和艦隊指揮官們，被賽隆人的和平協議弄得自滿和鬆懈。所有人類的戰艦，包括稱為戰星（battlestar）的十二艘母艦，被邀請前往參加停戰會談，以完成和平協議的最後步驟。這其實是個騙局——巴爾它為了追求個人的權利和榮耀，因而背叛了人類，而且賽隆人並沒有真正地計畫要和平。
艾達瑪（Adama）（香港譯為“艾當”）, 銀河號戰艦（Battlestar Galactica）的指揮官，對於賽隆人的動機起疑。他下令由他最好的兩個飛行員，艾達瑪的長子艾波羅（Apollo）（香港譯為“亞波羅”）以及另外一位，進行正規巡邏任務。艾達瑪的另一個兒子，薩克（Zac），說服了第二個飛行員讓他去。
這次的巡邏，發現了許多藏匿著的賽隆戰機中隊，同時他們也被發現了。賽隆人在巡邏隊返回銀河號的途中，干擾他們的通訊。薩克的戰機被擊中，速度減慢，使得艾波羅必須拋下他，才能及早對艦隊進行警告。當艾波羅再趕來救人時，薩克已經被賽隆人殺害了。
儘管總統的命令是克制，艾達瑪還是能夠在賽隆戰機大隊展開攻擊前，將銀河號進入備戰狀態，不過其他戰星卻沒辦法。結果就是艦隊大部分遭到突襲與殲滅。
在戰爭期間，艾波羅告訴艾達瑪他發現賽隆戰機掛載著燃料槽。艾達瑪了解到它們的目的是延伸賽隆基地艦（basestar）的戰機攻擊範圍。他命令銀河號撤退，以能及時保衛它的家園，凱布卡（Caprica）。
不過一切都太遲了，到家之後他發現只剩下遭到賽隆基地艦蹂躪的廢墟。艾達瑪接著了解到所有十二個殖民地都是同樣的命運。在毀滅人類的殖民地之後，這些基地艦便繼續前往「停戰會談」地點去摧毀剩下的戰星。
殖民地文明面臨毀滅，賽隆人也持續滅絕人類的行動。艾達瑪呼籲每艘可以升空的太空船逃離賽隆人前來。唯一的希望是銀河號可以保護這個艦隊越久越好，讓他們可以找到傳說中的第十三個人類殖民地——地球。也許地球有足夠的科技，可以擊敗賽隆人。傳說和神話記載這個殖民地只有寇伯（Kobol）的最後貴族知道。寇伯這個行星，早在千年以前人類大舉前往探索外太空時期，就已經廢棄了。
協助艾達瑪尋找地球的是泰（Tigh）上校，銀河號的大副，以及由艾波羅（艾達瑪剩下的兒子）、史巴克（Starbuck）（香港譯為“亞畢”）、與布瑪（Boomer）領導的毒蛇機（viper）飛行員中隊。賽隆領導人輕蔑地窩藏一個短暫有用的背叛者--巴爾它，決定處決他。在電影裡面，巴爾它被斬首。不過在電視影集裡面，死刑在斬首之前暫停以讓他幫助賽隆人獵殺剩下的人類。
銀河號和逃難太空船組成的流亡艦隊，在度假星球凱樂隆（Carillon）周圍，獲得了短暫的喘息機會。但是凱樂隆上的原住民歐比人（Ovions）的目的，其實是拖住人類，以讓賽隆人聚集兵力來摧毀人類艦隊。歐比人利用這個情況，綁架難民艦隊的航員和旅客以做為食物。艾波羅和史巴克在調查夥伴失蹤事件時，發現了這個陰謀。在救出被囚禁的夥伴之後，艾波羅和史巴克在與賽隆人交火之際，點燃了行星地底下埋藏的泰里恩（Tylium）礦藏。
在此同時，新的議會相信賽隆人已經被遠遠地拋在後頭，所以堅持應該要趁機舉行慶祝會。議會安排了派對和頒獎宴會，要求所有戰機飛行員都要參加，一位坦率的議員更要求不准帶武器，完全忽略賽隆人的威脅。賽隆人以為所有的戰機飛行員都參加了凱樂隆星上的頒獎宴會，就對軌道上的銀河號發動戰機攻擊。不過艾達瑪和泰早就懷疑這是陷阱，所以安排由地勤人員偽裝成大部份的戰機飛行員。真正的飛行員一直在待命，並成功地擊退了賽隆戰機。
再一次地，艾波羅知道賽隆戰機無法在沒有補給船的情況下遠航。艾波羅和史巴克前往獵殺這些另外的艦艇，然後在凱樂隆星的背面發現了一艘賽隆基地艦。在違抗艾達瑪指揮官的返航命令後，艾波羅和史巴克決定嘗試摧毀它，讓難民艦隊可以逃避追擊。他們兩人使用無線電通訊來愚弄賽隆人，讓它們以為至少有六個毒蛇機中隊即將前來攻擊。賽隆基地艦下降進入凱樂隆星的大氣層以躲避偵測，卻被火網爆破凱樂隆星時一同被摧毀。
儘管獲得了勝利，人類意識到，賽隆人仍會繼續追擊他們，所以他們展開了他們「孤獨的探索旅程，找尋一顆以地球為名的閃亮行星。」

## 演員陣容
（領銜主演）
- 理查·哈契（Richard Hatch）：艾波羅（Apollo）上尉
- 德克·班奈迪特（Dirk Benedict）：史巴克（Starbuck）中尉
- 隆·古林（Lorne Greene）：艾達瑪（Adama）指揮官

（共同主演，依字母順序表列）
- 泰瑞·卡特（Terry Carter）：泰（Tigh）上校
- 約翰·科力可斯（John Colicos）：巴爾它（Balter）伯爵
- 諾·哈拉威（Noah Hathaway）：巴克西（Boxey）
- 小賀伯特·傑佛遜（Herbert Jefferson, Jr.）：布瑪（Boomer）中尉
- 瑪琳·簡森（Maren Jensen）：雅典娜（Athena）中尉
- 安·洛克哈（Anne Lockhart）：希芭（Sheba）中尉
- 蘿瑞特·史班（Laurette Spang）：卡西歐佩亞（Cassiopeia）
- 湯尼·史瓦茲（Tony Swartz）：喬立（Jolly）上士

（電影版客串演出，依字母順序表列）
- 劉·艾爾斯（Lew Ayres）：阿達（Adar）總統
- 雷·米蘭（Ray Milland）：尤利（Uri）長老
- 瑞克·史林費（Rick Springfield）：薩克（Zac）中尉

（影集版客串演出，依字母順序表列）
- 梅樂迪·安德森（Melody Anderson）：布蘭達（Brenda）
- 弗瑞德·阿斯泰（Fred Astaire）：可米倫（Chameleon）及迪米崔（Dmitri）上尉
- 伊娜·巴林（Ina Balin）：提妮亞（Tinia）長老
- 小艾德·貝格利（Ed Begley, Jr.）：格林賓（Greenbean）
- 雷·波格（Ray Bolger）：維克多（Vector）
- 洛伊德·布里吉（Lloyd Bridges）：凱恩（Cain）指揮官
- 約翰·德蘭西（John de Lancie）：某軍官
- 約翰·杜拉漢（John Dullaghan）：威爾克（Wilker）博士
- 布麗特·艾克蘭（Britt Ekland）：天娜（Tenna）
- 約翰·芬克（John Fink）：佩恩（Payne）博士
- 強納森·哈里斯（Jonathan Harris）：路西法（Lucifer）的配音
- 奧黛麗·蘭德斯（Audrey Landers）：米莉（Miri）
- 派崔克·麥克尼（Patrick Macnee）：依柏勒斯（Iblis）伯爵及賽隆隊長的配音
- 愛德華·馬哈爾（Edward Mulhare）：約翰
- 喬治·馬達克（George Murdock）：沙力克（Salik）博士
- 丹·歐賀利（Dan O'Herlihy）：拉比修（Ravishol）博士
- 布洛克·彼得斯（Brock Peters）：索隆（Solon）
- 珍·西摩爾（Jane Seymour）：沙麗娜（Serina）
- 布瑞特·索門斯（Brett Somers）：貝樂比（Belloby）長老
- 波比·范（Bobby Van）：海克特（Hector）

創作團隊：
- 格林·拉森（Glen A. Larson）：原創人、製作人、劇本作者、主題曲共同作曲者
- 唐納·貝利沙利（Donald P. Bellisario）：製作人
- 萊斯里·史帝文斯（Leslie Stevens）：製作人
- 史都·菲利普斯（Stu Phillips）：配樂、主題曲共同作曲者
- 洛杉磯愛樂管弦樂團（L.A. Philharmonic）：演奏

## 播映歷史
影集開頭的旁白是這麼說的：「有些人相信這裏的生命是起源於外太空，橫跨整個宇宙，來自可能是埃及人、托爾鐵克（Toltec）人、或是瑪雅人的祖先的人類種族。他們可能是偉大金字塔的建築師，或者是失落的姆大陸、亚特兰蒂斯的居民。有些人相信他們可能是人類的兄弟，而他們現在在遙遠的星際間，為了生存而奮戰。」
這個系列影集的前導版，700萬美元的高成本在當時是首屈一指的，最早是剪輯成125分鐘長的版本於1978年7月在加拿大、西歐、以及日本各地的戲院上映。
1978年9月17日，一刀未剪，148分鐘長的前導版在美国广播公司（ABC）首播，經尼爾森收視率調查得到了驚人的結果，有6500萬觀眾收看它。但在播映到約三分之二處，插播了大衛營和談在白宮的特別報導，由以色列總理比金（Menachem Begin）與埃及總統沙達特（Anwar Sadat）簽署和平協議，美國總統卡特做見證。在儀式的報導結束後，才繼續把剩下的部分播完。
1978年，二十世纪福克斯公司控告環球影業（《星際大爭霸》的製作公司）抄襲，宣稱後者從《星際大戰》剽竊了34個不同的創意。環球影業馬上反控，宣稱《星際大戰》其實是從1972年的電影《魂斷天外天》（Silent Running），和1940年代的《巴克·罗杰斯》影集剽竊創意。因為沒有繼續下去的價值，所以這些訴訟在1980年終於被撤銷。
隨著影集一集一集地播出，收視率也開始下滑，不過它還是繼續留在這個夢寐以求的星期日晚上時段。雖然每集的預算高達100萬美元，但是影集仍然因為預算限制而重複使用許多特效鏡頭，所以許多評論家嘲弄說這是「越演越單調」（overplayed into tedium）。
在1979年4月中，ABC高層腰斬了這個依然高收視率的節目。一些來源指出，一集100萬美元的高成本導致了這部影集的下檔。其他人則認為這是ABC一次失敗的嘗試，他們想要把另一部由羅賓威廉斯主演的喜劇《外星驕客》（Mork & Mindy，在台灣曾由華視播出）移到這一個更為有利可圖的時段（但《外》劇的收視率遠比《星際大爭霸》來得差，幾乎是垂直向下掉）。這個腰斬的舉動大大地激怒了觀眾們，他們在ABC公司外面抗議，後來甚至導致了一個住在明尼蘇達州聖保羅市的一個15歲男孩——艾迪·希德（Eddie Seidel）的自殺，因為他對這部影集實在是太著迷了。1979年5月18日，前導版的電影版本開始在美國各地的電影院上映。
參見：《星際大爭霸》集數列表。

## 所參考的宗教與神話

### 希臘神話
《星際大爭霸》裡面有不少地方參考了希臘和羅馬的神話故事。
- 影集裡許多角色用希臘神話裡的重要人物命名，例如阿波羅（於台灣上映時譯為艾波羅）和卡西歐佩亞（Cassiopeia，即仙后座）。
- 十二個殖民地則是以希臘黃道十二宮的星座命名：
  - Aerelon - 白羊座（Aries）
  - Tauron - 金牛座（Taurus）
  - Gemenon - 雙子座（Gemini）
  - Canceron - 巨蟹座（Cancer）
  - Leonon - 獅子座（Leo）
  - Virgon - 室女座（Virgo）
  - Libron - 天秤座（Libra）
  - Scorpion - 天蠍座（Scorpio）
  - Sagittaron - 人馬座（Sagittarius）
  - 凱布卡（Caprica）- 磨羯座（Capricornus）
  - Aquaria - 寶瓶座（Aquarius）
  - Picon - 雙魚座（Pisces）

賽隆人盔甲的設計很清楚是來自古羅馬人，而殖民地飛行員的頭盔則是來自古埃及。人類文明的誕生地是一個叫做寇伯的遙遠星球，製作單位也到埃及金字塔周圍拍攝外景。這也是為了說明這是地球的起源，影集裡提到的地球也就是我們的地球。

### 摩爾門教的影響
也許很少人注意到影集參考到耶穌基督後期聖徒教會（通常稱為摩爾門教）的神學。製作人格林·拉森是這個教會的成員。
影集和摩爾門教之間相對應的地方包括：
- 人類種族由艾達瑪（Adama）指揮官帶領，他的名字和第一個人類亞當（Adam）的名字具有相似性。
- 影集劇情的中心是描述傳說中的第十三個殖民地，位於距離前十二個殖民地很遙遠的某處。在摩門教裡沒有所謂的「第十三個支派」的教條或是文化參考。不過還是有些相對應的地方可能就是啟發這個「第十三個支派」的主意：
  - 在《舊約》裡，以色列有十二個兒子。以色列最喜歡的兒子約瑟夫接受了雙重繼承。所以當摩西帶領他們從埃及回到他們的允諾之地時，他們因為繼承的原因而被分成十三個支派。
  - 《摩爾門經》教導著，在西底家（Zedekiah，約西元前6世紀）國王統治期間，兩個獨立的群體離開了 （页面存档备份，存于）耶路撒冷最後到達了 （页面存档备份，存于）美洲；他們是以色列的十二支派的殘存者（或是「第十三個支派」）。
- 殖民地是由總統帶領的十二人組成的議會所治理。而摩爾門教教會則是由一位領導人，加上兩位諮理協助，以及十二位使徒所共同主持。
- 婚姻在《星際大爭霸》神話和摩門教信仰裡是代表永恆的誓約。
- 「光之船」上的生命說：「我們曾經是你們現在這副模樣；你們也將成為我們現在這副模樣。」這是對應到摩爾門教信仰裡的上帝曾經是人。

這些相對應的地方可以參考「星際大爭霸和摩爾門教 （页面存档备份，存于）」有更進一步的探討。

## 其他系列

### 星際大爭霸1980
在這個1980年播映的續篇裡，艦隊總算找到地球，並秘密地保護它免於賽隆人的攻擊。這個系列很快就失敗了，低廉的預算、飽受批評的劇本、極差的播映時段（星期日晚上七點，這個時段通常是保留給家庭導向的節目，具體地說，60分鐘）。影集也明顯地回收利用了舊系列的戰鬥場景，這讓影迷們覺得更加沮喪。唯一的例外是「史巴克回歸」（The Return of Starbuck）這一集，它是這個系列評價最高的一集，也是最後一集，之後就匆匆下檔了。
某些電視台在重播《星際大爭霸》時會將這個系列一起重播。

### 再生的嘗試
舊系列產生了一股影迷狂熱，這份狂熱支持了格林·拉森和理查·哈契（彼此間互相獨立）讓影集再生的努力。哈契甚至在1990年代中期拍攝了一段示範影片，由舊系列的演員結合了最新的特效共同演出。這段影片，取名為《星際大爭霸：第二擊》（Battlestar Galactica: The Second Coming）在許多科幻影友會上播映，但是並沒有產生新的系列影集。

### 星際大爭霸2003
2003年12月8日，美國科幻頻道重拍星際大爭霸，製播放映了一部四小時長的迷你影集，並且在播映後受到好評。迷你影集的成功也促成了一部新的系列影集的誕生，2004年10月起於英國頻道播放，2005年1月14日起於北美全國廣播公司（NBC）上播放。在正規電視影集開播前5天，該頻道還特地重新剪輯播放了一個新版的迷你影集。
關於新版改編作品，請參閱《星際大爭霸2003》一文。

## 其他媒體
多年來，出版了許多以系列影集為基礎的小說，包括了影集劇本（包含舊系列和《星際大爭霸1980》的試播章節）小說化和原創故事。在1990年代，原始系列演員理查·哈契共同撰寫了幾本以原始系列為基礎的新小說，這是他試圖讓影集重生行動的一部份。
漫威漫畫（Marvel Comics）在1978年與1981年間短暫地出版了一部以舊系列為基礎的系列漫畫書。
在Sony PS2以及MS Xbox的平台上都有《星際大爭霸》的電子遊戲。

## 時間單位與特殊用語
在《星際大爭霸》裡，人們用奇怪的單位來衡量時間。
- 約等於一秒。（為了更混淆觀眾，有時也用來表示太空中的距離，雖然它明顯地遠大於百萬之一英呎（0.0000394英吋）。）
- 約等於一分。
- 約等於一小時。
- 約等於一週。
- 約等於一月。
- （有時也用）約等於一年。

這些單位在1970年代末期和1980年代初期，於美國東北部市區與市郊使用電腦上BBS的男性之間頗為流行。
另外，劇中以Frack做為一種類似於Fuck的髒話。

## 外部連結
- http://www.imdb.com/title/tt0077215/ （页面存档备份，存于）
- http://www.imdb.com/title/tt0076984/ （页面存档备份，存于）
- 科幻頻道《星際大爭霸》官方網站 （页面存档备份，存于）
- 《星際大爭霸》專屬維基
- 《星際大爭霸》新聞和資訊網站（法文） （页面存档备份，存于）